# 段村河底庙
段村河底庙是一座古建筑，建于清朝，位于山西省晋中市平遥县段村镇段村。
2011年11月30日，段村河底庙公布为平遥县文物保护单位。